# Saint-Sulpice-de-Favières
Saint-Sulpice-de-Favières is een gemeente in het Franse departement Essonne (regio Île-de-France) en telt 315 inwoners (1999). De plaats maakt deel uit van het arrondissement Étampes.

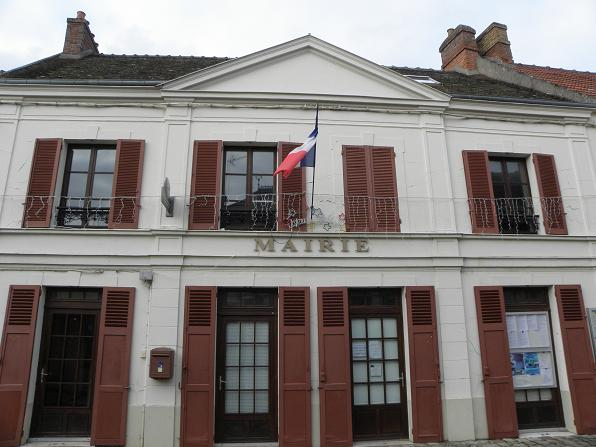
Gemeentehuis
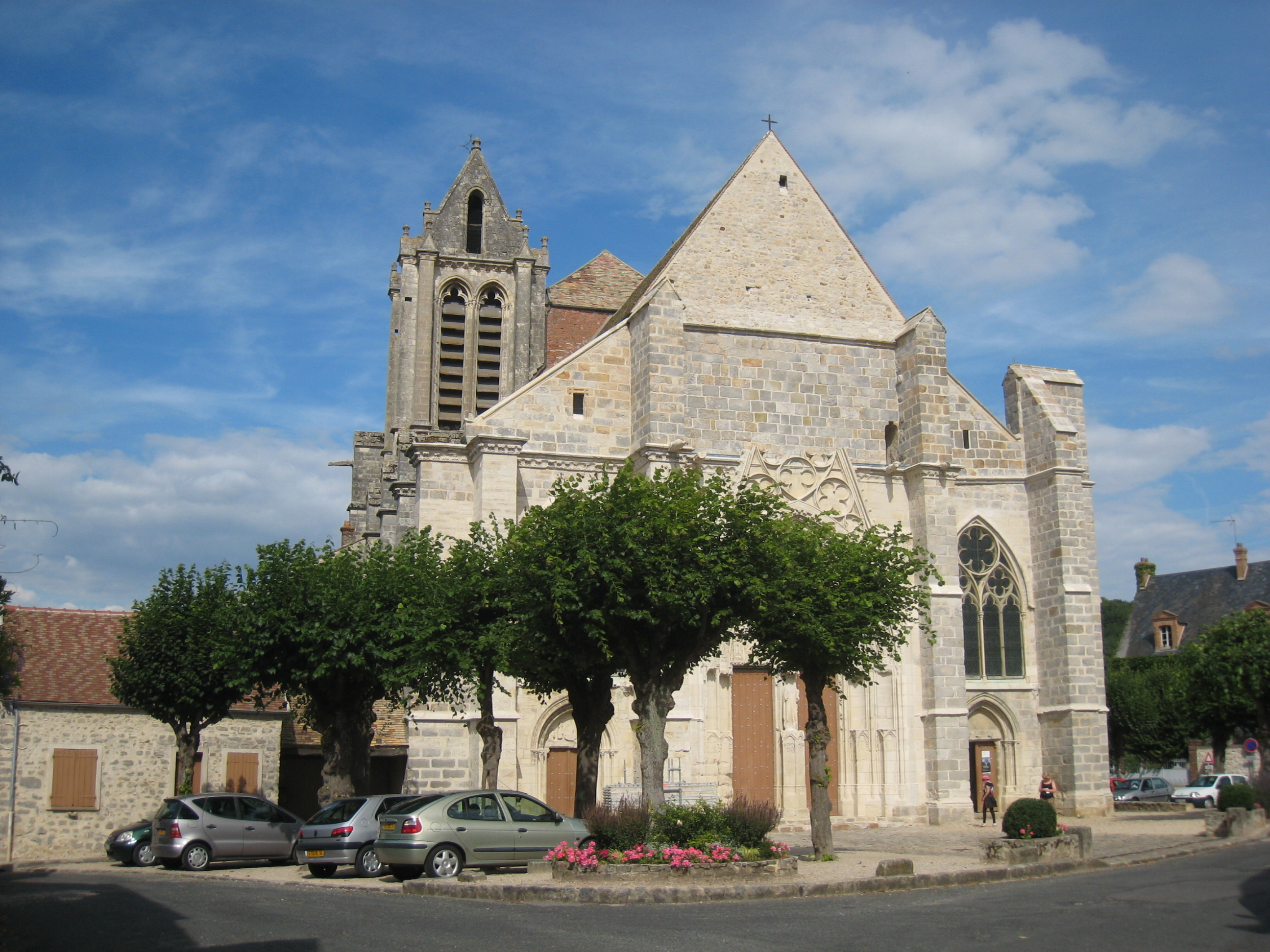
Kerk van Saint-Sulpice-de-Favières

## Geografie
De oppervlakte van Saint-Sulpice-de-Favières bedraagt 4,4 km², de bevolkingsdichtheid is 71,6 inwoners per km².
De onderstaande kaart toont de ligging van Saint-Sulpice-de-Favières met de belangrijkste infrastructuur en aangrenzende gemeenten.

## Demografie
Onderstaande figuur toont het verloop van het inwonertal (bron: INSEE-tellingen).